# Caspiens
Pour les articles homonymes, voir Caspien (cheval).
Les  Caspiens (persan : کاسپین soit Kaspaïn ; grec moderne : Κάσπιοι soit Káspioi ; araméen ܟܣܦܝ soit kueuspi ; arménien : Կասփք soit Kasp’k’ ; latin : Caspi ou Caspiani) sont un peuple de l'antiquité classique qui habitait le long des rives sud et ouest de la mer Caspienne, dans une région du Caucase oriental connue sous le nom de « Caspiane ».

## Descriptif
La Caspiane est mentionnée deux fois par Hérodote parmi les satrapies achéménides de Darius le Grand, et aussi par Strabon, mais les Caspiens ne sont pas attestés en vieux-perse.
Les Caspiens sont considérés tantôt comme un peuple caucasien cartvélien, tantôt comme proto-indo-européens ; Ernst Herzfeld les identifie aux Kassites. Les rares patronymes caspiens parvenus jusqu'à nous, ainsi que le gentilé כספי kaspai sont, en tout cas, iraniens. Le nom serait issu de la racine hourrite kas signifiant « montagnard » dont dérivent aussi les noms des Kassites des monts Zagros, des monts du Caucase et de la ville de Qazvin en Iran.
Au Ve siècle av. J.-C., durant la domination perse en Égypte, un régiment (degel en araméen) de soldats caspiens était cantonné à Éléphantine.
Pomponius Mela cite les Caspiani dans son ouvrage De situ orbis ; Pline l'Ancien évoque les Caspi dans son Histoire naturelle et  Gaius Valerius Flaccus parle de Caspiadae dans son Argonautica où il précise qu'ils qu'ils étaient des Scythes alliés de Persès roi de Tauride et qu'ils avaient des chiens de guerre qu'ils enterraient avec eux à leur mort.
Les plus récentes mentions des « Caspiens » remontent au Moyen Âge dans les « histoires de Jérusalem » qui les citent parmi les adversaires de la première croisade (1096–1099), mais il s'agit très probablement d'une attribution de ce nom antique aux Seldjoukides, également parfois désignés comme « Scythes ».
Dans une perspective protochroniste, les actuels Talyches, minorité iranienne de l'Azerbaïdjan, se considèrent comme descendant des anciens Caspiens, eux-mêmes successeurs des Cadusiens.

## Sources
1. ↑  Robert H. Hewsen, (en) The Geography of Ananias of Širak : Ašxarhacʻoycʻ, the Long and the Short Recensions, Reichert, 1992, p. 254.
2. ↑  A Cyro Caspium mare vocari incipit ; accolunt Caspii écrit Pline l'Ancien dans son Histoire naturelle, v. 13.
3. ↑  Hérodote, III-92 et 93.
4. ↑  Strabon se réfère à un travail perdu d'Ératosthène.
5. 1 2  Rüdiger Schmitt, Caspians, in Encyclopedia Iranica.
6. ↑  Ernst Herzfeld, (en) The Persian Empire, Wiesbaden 1968, pp. 195-99.
7. ↑  P. Grelot, “Notes d'onomastique sur les textes araméens d'Egypte” in : Semitica n° 21, 1971, pp. 101-17.
8. ↑  Comme mentionné dans les papyrus d'Éléphantine qui citent aussi des régiments choresmiens, bactres et juifs : cf. Karel van der Toorn, (en) “Ethnicity at Elephantine : Jews, Arameans, Caspians“ in : Journal of the Institute of Archaeology of Tel Aviv University, n° 43 (2), pp. 147–164, 2016 DOI 10.1080/03344355.2016.1215532.
9. ↑  Cela pourrait être une allusion à la coutume zoroastrienne d'« enterrement dans le ciel » dans laquelle la dépouille du défunt était laissée aux vautours et aux chiens qui la dévoraient : cf. Henri J. W. Wijsman (dir.), Valerius Flaccus, Argonautica, Book VI: A Commentary, Brill 2000, p. 59.
10. ↑  Nicholas Morton, (en) Encountering Islam on the First Crusade, Cambridge University Press 2016, p. 203.
11. ↑  (ru) А. А. Мамедов et А. Б. Оришев, « ЭТНОГЕНЕЗ ТАЛЫШСКОГО НАРОДА », Фундаментальные исследования, vol. 4, no 2,‎ 2015 (ISSN 1812-7339, lire en ligne)
12. ↑  Article « Cadusii », dans Pierre Larousse, Grand dictionnaire universel du XIXe siècle en 15 vol., 1863-1890.